# Línea 104 (EMT Madrid)
La línea 104 de la EMT de Madrid une la Plaza de Ciudad Lineal con la Glorieta del Mar de Cristal.

## Características
La primera línea 104 se creó el 13 de mayo de 1980, al acabar la concesión de la línea periférica P-4, pasando a estar a manos de la EMT. Tenía el recorrido Cruz de los Caídos - Puente de San Fernando cubriendo la Colonia Fin de Semana y el área industrial situada junto a la A-2.
En el año 2000 volvió a renacer, con el recorrido actual.
Actualmente, la línea comunica los distritos de San Blas-Canillejas y Hortaleza entre sí además de con el Campo de las Naciones, pasando por los barrios de El Salvador y Palomas y usando vías de alta capacidad en la mayor parte del recorrido.

### Frecuencias
| Lunes a viernes laborables |               |
| De 6:00 a 20:00            | 9-14 minutos  |
| De 20:00 a 23:00           | 14-22 minutos |
| Sábados laborables         |               |
| De 6:00 a 10:00            | 15-23 minutos |
| De 10:00 a 22:00           | 15-16 minutos |
| De 22:00 a 23:00           | 16-23 minutos |
| Domingos y festivos        |               |
| De 7:00 a 23:00            | 23-25 minutos |

### Material asignado
Scania N280UB GNC Castrosua New City

## Recorrido y paradas

### Sentido Mar de Cristal
La línea inicia su recorrido en la Plaza de Ciudad Lineal (lugar antiguamente conocido como Cruz de los Caídos), en el conjunto de dársenas situadas entre la acera de los pares de la calle de Arturo Soria y la acera de los impares de la calle de Alcalá. Aquí tienen también su cabecera las líneas 4, 77, 109 y 113, existe correspondencia con la estación de Ciudad Lineal de Metro de Madrid y cerca paran las líneas 38, 48, 70 y 105. Tienen además su cabecera en esta área las líneas interurbanas diurnas 286, 288 y 289.
Desde este lugar, sale por la calle de Alcalá en dirección este, calle que recorre hasta la intersección con la Avenida del Veinticinco de Septiembre, a la que se incorpora girando a la izquierda. Recorre esta avenida entera hasta llegar a la Glorieta de Ricardo Velázquez Bosco, donde sigue de frente cruzando sobre la A-2 para incorporarse a la Avenida de los Andes, que también recorre entera para cruzar al final de la misma sobre la autopista M-40 entrando en el Campo de las Naciones por la Glorieta de Juan de Borbón.
En esta glorieta, la línea sale por la calle Ribera del Loira, que recorre entera girando al final a la izquierda para tomar la calle Aconcagua, que recorre entera. Al final de la misma, sigue de frente por la calle Ayacucho, por la que llega a la Glorieta del Mar de Cristal, donde tiene su cabecera.
| Código | Parada                                    | Común con    | Conexiones con Metro | Otros     |
| ------ | ----------------------------------------- | ------------ | -------------------- | --------- |
| 1199   | CIUDAD LINEAL (dársenas plaza)            | 4 77 109 113 | Ciudad Lineal        |           |
| 5076   | Alcalá-General Aranaz                     | 77           |                      |           |
| 5077   | Alcalá-Santa Leonor                       | 77           |                      |           |
| 2945   | Alcalá-Alfonso Gómez                      | 77           |                      |           |
| 2947   | Suanzes                                   | 77           | Suanzes              |           |
| 2949   | Alcalá-25 de Septiembre                   | 77           |                      |           |
| 4884   | Plaza Ensidesa                            |              |                      |           |
| 4381   | Plaza de las Olivas                       |              |                      |           |
| 4817   | Veinticinco Septiembre-R. Velázquez Bosco |              |                      |           |
| 5851   | Glorieta del Yucatán                      |              |                      |           |
| 5594   | Avenida de los Andes-Abelias              |              |                      |           |
| 3588   | Avenida de los Andes-Machupichu           | 112 122 153  |                      |           |
| 4885   | Avenida de los Andes-Centro Comercial     | 112 122      |                      |           |
| 5022   | Consejo de Europa-Juan de Borbón          | 112 122      |                      | Línea 828 |
| 5102   | Juan de Borbón-Ribera del Sena            |              |                      | Línea 828 |
| 4887   | Consejo de Europa                         |              |                      |           |
| 4889   | Ribera del Loira-Sanitas                  |              |                      |           |
| 4891   | Ribera del Loira-Partenón                 |              |                      |           |
| 4893   | Ribera del Loira-Cámara de Comercio       |              |                      |           |
| 5547   | Ribera del Loira-Ribera del Sena          |              |                      |           |
| 4895   | Aconcagua-Nevado Cumbal                   | 171 T11      |                      |           |
| 4897   | Ayacucho-Nevado del Ruiz                  | 171 T11      |                      |           |
| 5848   | MAR DE CRISTAL                            |              | Mar de Cristal       |           |

### Sentido Ciudad Lineal
El recorrido de vuelta es igual al de ida pero en sentido contrario salvo al inicio, saliendo de la Glorieta del Mar de Cristal por la calle Arequipa en vez de la calle Ayacucho.
| Código | Parada                                | Común con    | Conexiones con Metro | Otros |
| ------ | ------------------------------------- | ------------ | -------------------- | ----- |
| 5848   | MAR DE CRISTAL                        |              | Mar de Cristal       |       |
| 4900   | Arequipa-Emigrantes                   | 171 T11      |                      |       |
| 4901   | Arequipa-Aconcagua                    | 171 T11      |                      |       |
| 4896   | Aconcagua-Nevado Cumbal               | 171 T11      |                      |       |
| 5342   | Tomás Redondo-Ribera del Loira        |              |                      |       |
| 4894   | Ribera del Loira-Cámara de Comercio   |              |                      |       |
| 4892   | Ribera del Loira-Partenón             |              |                      |       |
| 4890   | Ribera del Loira-Sanitas              |              |                      |       |
| 5023   | Consejo de Europa-Juan de Borbón      | 112 122 828  |                      |       |
| 4886   | Avenida de los Andes-Centro Comercial | 112 122      |                      |       |
| 4902   | Avenida de los Andes-Machupichu       | 112 122      |                      |       |
| 5595   | Avenida de los Andes-Abelias          |              |                      |       |
| 5852   | Glorieta del Yucatán                  |              |                      |       |
| 4386   | Los Molinos                           |              |                      |       |
| 4903   | Plaza de las Olivas                   |              |                      |       |
| 4385   | Plaza Ensidesa                        |              |                      |       |
| 2950   | Alcalá-25 de Septiembre               | 77           |                      |       |
| 2948   | Suanzes                               | 77           | Suanzes              |       |
| 2946   | Alcalá-Alfonso Gómez                  | 77           |                      |       |
| 3534   | Alcalá-Santa Leonor                   | 77           |                      |       |
| 2944   | Alcalá-General Aranaz                 | 77           |                      |       |
| 2977   | Ciudad Lineal-Alcalá                  | 77           |                      |       |
| 1199   | CIUDAD LINEAL (dársenas plaza)        | 4 77 109 113 | Ciudad Lineal        |       |

## Galería de imágenes

Mapa zonal de la estación de metro de Ciudad Lineal con los recorridos de las líneas de autobuses, entre las que aparece el 104.
Mapa zonal de la estación de metro de Suanzes con los recorridos de las líneas de autobuses, entre los que aparece el 104.
Mapa zonal de la estación de metro de Mar de Cristal con los recorridos de las líneas de autobuses, entre los que aparece el 104.